# Pardachirus poropterus
Pardachirus poropterus es una especie de pez de la familia Soleidae en el orden de los Pleuronectiformes.

## Distribución geográfica
Se encuentran en las  costas de Indonesia, Nueva Guinea, norte de Australia y Filipinas.